# Antonio Esposito Ferraioli
Antonio Esposito Ferraioli (Pagani, 1951 – Nocera Inferiore, 30 agosto 1978) è stato un sindacalista italiano vittima della camorra.

## Biografia
Antonio Esposito Ferraioli era stato il cuoco della mensa della FATME di Pagani e sembra che in quest'ambiente sia maturato il suo delitto, non solo per il suo impegno a favore dei diritti dei lavoratori ma per le sue indagini sull'uso di carne di provenienza sospetta all'interno della mensa, in quel periodo i furti di tir erano all'ordine del giorno.
Il 30 agosto 1978, Tonino (come lo chiamavano gli amici) era a casa della fidanzata Angela, anche lei inserviente alla stessa mensa, per organizzare il loro matrimonio che si sarebbero celebrato il mese successivo. Alle due di notte scese di casa per dirigersi verso la sua Citroën cx parcheggiata all'angolo di Via Alfonso Zito: gli si affiancò a fari spenti una A112 blu con due persone a bordo da cui partì una scarica di colpi di lupara che lo tramortirono a terra. Trasportato all'ospedale di Nocera Inferiore, morirà un'ora dopo.

## Il processo
Alcuni anni dopo la morte di Tonino fu avviato un processo a carico di Giuseppe De Vivo, pregiudicato paganese, e di Aldo Mancino, imprenditore ed ex amministratore comunale DC di Pagani; il processo era nelle mani del sostituto procuratore Nicola Giacumbi, lo stesso che sarebbe stato ucciso dalle Brigate Rosse. All'inizio degli anni 1990, furono prosciolti tutti e due gli indagati. Nel 2002 il pm antimafia Vito Di Nicola ha chiesto di riaprire l'indagine.
Con sentenza del 24 ottobre 2014 il Tribunale di Nocera Inferiore, Giudice dott. Carlo Mancuso, accogliendo il ricorso presentato dalla famiglia Esposito Ferraioli ha riconosciuto Tonino Esposito Ferraioli vittima della criminalità organizzata. La Corte di Appello di Salerno, con sentenza del 12 aprile 2017, ha respinto il gravame proposto dal Ministero dell'interno, confermando Antonio Esposito Ferraioli vittima della criminalità organizzata.